# Haemodoraceae
Haemodoraceae is een familie van meerjarige, kruidachtige planten van 14 geslachten en 102 bekende soorten. Ze komen voornamelijk voor op het zuidelijk halfrond, in Zuid-Afrika, Australië en Nieuw-Guinea en in Zuid-Amerika. Misschien wel de bekendste soorten zijn de wijd verbreide en ongebruikelijke kangoeroepoten uit Australië.

## Geslachten
- Anigozanthos (Kangoeroepoot)
- Barberetta
- Blancoa
- Conostylis
- Dilatris
- Haemodorum
- Lachnanthes
- Macropidia
- Phlebocarya
- Pyrrorhiza
- Schiekia
- Tribonanthes
- Wachendorfia
- Xiphidium